# Нові Каргали
Нові Каргали́ (рос. Новые Каргалы, башк. Яңы Ҡарғалы) — присілок у складі Бураєвського району Башкортостану, Росія. Входить до складу Ванишівської сільської ради.
Населення — 6 осіб (2010; 16 у 2002).
Національний склад:
- башкири — 100 %